# Craseomys shanseius
Craseomys shanseius este o specie de rozătoare din familia Cricetidae. Este găsită doar în China, unde habitatul său este alcătuit din păduri.

## Taxonomie
Craseomys shanseius a fost descrisă pentru prima dată în anul 1908 drept Myodes shanseius de zoologul britanic Oldfield Thomas. Specimenul descris de Thomas a fost găsit în Chao Cheng Shan din Provincia Shanxi. Este adesea privită ca subspecie a speciei Craseomys rufocanus. Totuși, molarii adulților nu au rădăcini, ceea ce o diferențiază de acea specie și tinde să o asocieze cu speciile din genul Eothenomys, deși lungimea firelor blănii, textura blănii și modelul culorilor sunt mai asemănătoare cu cele ale Craseomys și Clethrionomys decât ale Eothenomys. Craseomys shanseius este alopatrică cu Craseomys regulus din Peninsula Coreeană.

## Descriere
Craseomys shanseius este similară în aparență cu specia Craseomys rufocanus, dar spatele de culoare roșcată este mai puțin maro-roșcat iar părțile laterale gri sunt mai mult de un cenușiu-ocru. Părțile inferioare sunt maro-roșcate mate iar coada este maro deasupra și albicioasă dedesubt. Părțile de sus ale labelor picioarelor sunt albe-maronii. Molarii adulților nu au rădăcini. Craseomys shanseius are o lungime a corpului (inclusiv capul) de 105–106 mm iar a cozii de 25–30 mm.

## Răspândire și habitat
Craseomys shanseius este endemică în China unde se găsește în provinciile Beijing, Gansu, Hebei, Henan, Hubei, Mongolia Interioară, Shaanxi, Shanxi și Sichuan. Este găsită în general în păduri.

## Ecologie
Craseomys shanseius este o specie preponderent nocturnă. Dieta sa constă în materie vegetală și lăstari și într-o măsură mai mică se hrănește cu semințe.

## Stare de conservare
Craseomys shanseius este răspândită larg și este presupus că are o populație mare. Este prezentă în câteva arii protejate. Nu se știe dacă populația sa este în scădere sau în creștere, dar nu au fost identificate amenințări deosebite pentru această specie iar Uniunea Internațională pentru Conservarea Naturii a clasificat-o ca fiind o specie neamenințată cu dispariția.